# Conor McLaughlin
Conor Gerard McLaughlin, född 26 juli 1991, är en nordirländsk före detta fotbollsspelare. Han är äldre bror till fotbollsspelaren Ryan McLaughlin.

## Klubbkarriär
Den 1 juli 2019 värvades McLaughlin av Sunderland, där han skrev på ett tvåårskontrakt. Den 25 maj 2021 meddelade Sunderland att McLaughlin skulle lämna klubben i slutet av säsongen i samband med att hans kontrakt gick ut.
I oktober 2021 återvände McLaughlin till Fleetwood Town, där han skrev på ett korttidskontrakt till januari 2022. Den 14 april 2022 meddelade McLaughlin att han avslutade sin fotbollskarriär.

## Landslagskarriär
McLaughlin debuterade för Nordirlands landslag den 11 oktober 2011 i en 3–0-förlust mot Italien, där han blev inbytt i den 74:e minuten mot Oliver Norwood.